# 카니지
카니지, 본명 클리터스 캐서디(Cletus Kasady)는 1991년 마블 코믹스 《어메이징 스파이더맨 344호》에 처음 등장한 등장인물이다. 카니지는 그 만화에서 세인트 에스테스 소년의 집 출신 고아로 무차별 살인죄를 저질러 11번의 종신형을 선고받은 죄수가 된다. 우연히 에디 브록이 같은 감방에 수감자로 들어오면서 베놈의 도움을 받아 탈출했는데, 이때 베놈의 심비오트 조각이 그의 몸에 들러붙으면서 적색의 카니지로 변했다.
베놈의 심비오트 조각에서 만들어진 존재로 베놈과 달리 적색이 뒤섞여 있고, 부모격인 베놈보다 훨씬 강력하고 악랄하여 스파이더맨은 카니지를 물리치기 위해서 그의 오랜 친구인 휴먼토치(Human Torch)와 심지어 베놈의 도움까지 요청해야 했다.